# Huyết thanh

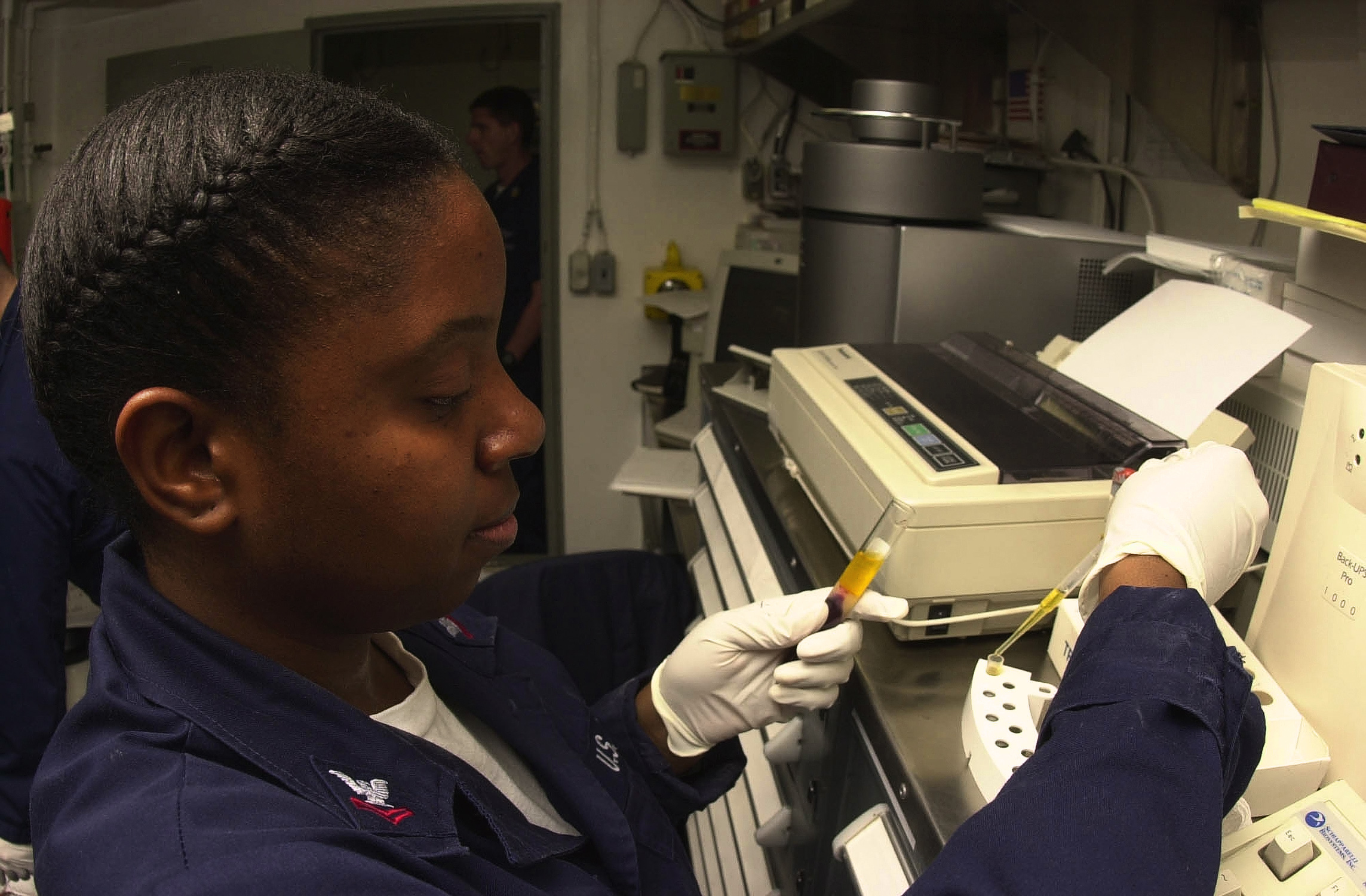
Chuẩn bị các ống giác chứa huyết thanh cho một bảng thử nghiệm lipid được thiết kế để kiểm tra nồng độ cholesterol trong máu bệnh nhân

Trong máu, huyết thanh (tiếng Anh: serum (/ˈsɪərəm/ hay /ˈsɪrəm/) là thành phần không phải dạng tế bào máu (huyết thanh không chứa tế bào bạch cầu hoặc hồng cầu), cũng không phải chất đông máu; đó là huyết tương không bao gồm tơ huyết. Huyết thanh bao gồm tất cả protein không được sử dụng trong quá trình đông máu và tất cả các chất điện giải, kháng thể, kháng nguyên, nội tiết tố, và bất kỳ chất ngoại sinh nào (ví dụ, chất gây nghiện hay vi sinh vật).
Ngành nghiên cứu huyết thanh là huyết thanh học, và có thể bao gồm cả tổ học protein. Huyết thanh được sử dụng trong rất nhiều xét nghiệm chẩn đoán, cũng như xác định nhóm máu.
Máu được ly tâm để loại bỏ các thành phần tế bào. Máu chống đông tụ sản sinh ra huyết tương có chứa tơ máu và chất đông máu. Máu đông tụ (máu vón cục) sản sinh ra huyết thanh không có tơ máu, mặc dù một số chất đông máu vẫn còn.
Huyết thanh là một yếu tố cần thiết cho quá trình tự phục hồi của tế bào thân phôi thai kết hợp với các yếu tố ức chế bệnh bạch cầu cytokine.
Huyết thanh của bệnh nhân điều dưỡng phục hồi thành công (hoặc đã thu hồi được) từ một bệnh truyền nhiễm có thể được sử dụng như một dược phẩm sinh học phục vụ điều trị bệnh nhân khác, bởi vì kháng thể được tạo ra do phục hồi thành công có hiệu lực chống lại mầm bệnh. Huyết thanh điều dưỡng (huyết thanh miễn dịch) là một hình thức liệu pháp miễn dịch.